# Generation Love
"Generation Love" é uma canção da cantora estadunidense de country Jennette McCurdy, amplamente conhecida pelo seu papel de Sam Puckett, na sitcom americana iCarly. A canção foi lançada como segundo single oficial de Jennette, sendo acompanhada de um videoclipe.

## Videoclipe
Antes mesmo de seu lançamento, Jennette comentou o lançamento do vídeo:
| “ | "Eu o filmei no telhado de um prédio, é por isso que eu tenho queimaduras (do sol) (risos). Era uma vista bonita e o video vai ficar ótimo. Todas as cores estão saturadas e todo o conceito do vídeo acrescenta muito para a música. A música em si possui uma linda história e quando eu ouvi pela primeira vez, eu sabia que tinha que cortá-la. Eu estava realmente quebrando a cabeça num jeito para aumentar o vídeo da canção de modo que não seria apenas o que se esperava. Eu queria fazer algo especial e eu acho que foi entregue com o tratamento do diretor. Eu só espero que todo mundo goste. O clip sai em abril, e espero que eu receba toneladas de opiniões sobre ele.". | ” |

O vídeo estreou no dia 19 de abril de 2011, no site oficial de Jennette.

## Desempenho nas paradas
| Paradas (2011)                           | Melhor posição |
| ---------------------------------------- | -------------- |
| Estados Unidos - Billboard Country Songs | 44             |

## Histórico de lançamento
| Região         | Data                | Formato          | Gravadora(s)              |
| -------------- | ------------------- | ---------------- | ------------------------- |
| Estados Unidos | 11 de março de 2011 | Digital download | Capitol Nashville Records |
| Estados Unidos | 25 de abril de 2011 | Radio airplay    | Capitol Nashville Records |